# Sambatius
Sambatius († um 390 in Metz), auch Sambatus geschrieben, französisch Sambace, war der 8. Bischof von Metz. Über sein Leben ist nichts weiter bekannt.
Die Bollandisten zählen Sambatius zu  den sieben heiligen Bischöfen von Metz, deren Gedenktag zusammen am 28. Oktober begangen wird.